# Novotjerkassk
Novotjerkassk (russisk: Новочерка́сск, tr. Novotjerkássk) er en by i Rostov oblast i Sydlige føderale distrikt i Den Russiske Føderation. Byen ligger omkring 45 km nordøst for Rostov ved Don og har 160.529(2024) indbyggere.

## Geografi
Den centrale del af byen ligger på en bakke, omgivet af floder Aksaj og Tuzlov, der udmunder i Aksaj. Tuzlov deler byen i to dele. Byens undergrund er sandsten, skifer, kalksten, med grotter.
Novotjerkassk ligger ved jernbanen Moskva-Rostov ved Don-Sotji og ved motorvejen M4 fra Moskva til Novorossijsk. Novotjerkassk geografiske beliggenhed er fordelagtig, nær ved de største industrielle og kommercielle centre i oblasten: Rostov ved Don 45 km, Sjakhty 33 km, Aksaj 27 km, Novosjakhtinsk 50 km og Batajsk 58 km.

### Klima
Novotjerkassk har tempereret fastlandsklima. Vintrene er karakteriseret ved høj luftfugtighed kombineret med stærk vind og ustabile temperaturer, gennemsnitligt -5 °C, i januar kan temperatuen falde til -30 °C, eller stige til +18 °C. Somrene er kendetegnet ved varmt og tørt vejr, især i juli og august, hvor temperaturen er 1-2 °C højere end ved Sortehavets kyst. Den højeste temperatur er typisk i juli og begyndelsen af august, i løbet af dagen kan den til tider overstige +40 °C. Den gennemsnitlige årlige nedbør er 616 mm.

## Historie
Novotjerkassk var tidligere hovedby for Don-kosakkernes område. Byen blev grundlagt i 1805 af Matvej Platov, som administrativt centrum for Don Vojsko oblast, da indbyggerne i Tjerkassk stanitsa blev nødt til at forlade sine hjem ved bredden af Don på grund af de hyppige oversvømmelser. 
Under den russiske borgerkrig var Novotjerkassk centrum for Don-armeens kontrarevolutionære styrker under kommando af Aleksej Kaledin. Den Røde Hær lykkedes 7. januar 1920 rense byen for de hvide styrker.
Under 2. verdenskrig var Novotjerkassk okkuperet af den nazi-tyske armé fra 24. juli 1942 til 13. februar 1943. 
I 1962 blev et lokalt madoprør slået ned af KGB/ Den Røde Hær  på Khrusjtjovs ordre i det, der er blevet kendt som Novotjerkassk-oprøret.
I 1993 blev Novotjerkassk udråbt som verdens hovedstad for kosakker.

### Befolkningsudvikling
| År   | Indbyggere |
| ---- | ---------- |
| 1882 | 37.091     |
| 1897 | 51.963     |
| 1939 | 75.917     |
| 1959 | 95.453     |
| 1970 | 162.365    |
| 1979 | 183.055    |
| 1989 | 187.973    |
| 2002 | 170.822    |
| 2010 | 168.746    |

Note: siden 1897 Data fra folketællinger

## Økonomi og erhvervsliv
Novotjerkassk har en stor industrisektor, med blandt andet Ruslands største lokomotivfabrik, med 9900 ansatte, som producerer lokomotiver til jernbanene både i Rusland og andre tidligere sovjetrepublikker.

## Seværdigheder
Seværdighederne i Novotjerkassk er blandt andet Kristihimmelfarts Katedralen fra 1805, Kosakkernes Atamanpaladset, Historisk museum for Don-kosakkerne, og monumenter over Matvej Platov og Jermak Timofejevitj. 

## Galleri
- Kristihimmelfarts Katedralen
- Atamanpaladset
- Don-kosakmuseet